# Fusinus ocellifer
Fusinus ocellifer là một loài ốc biển, là động vật thân mềm chân bụng sống ở biển trong họ Fasciolariidae.

## Hình ảnh

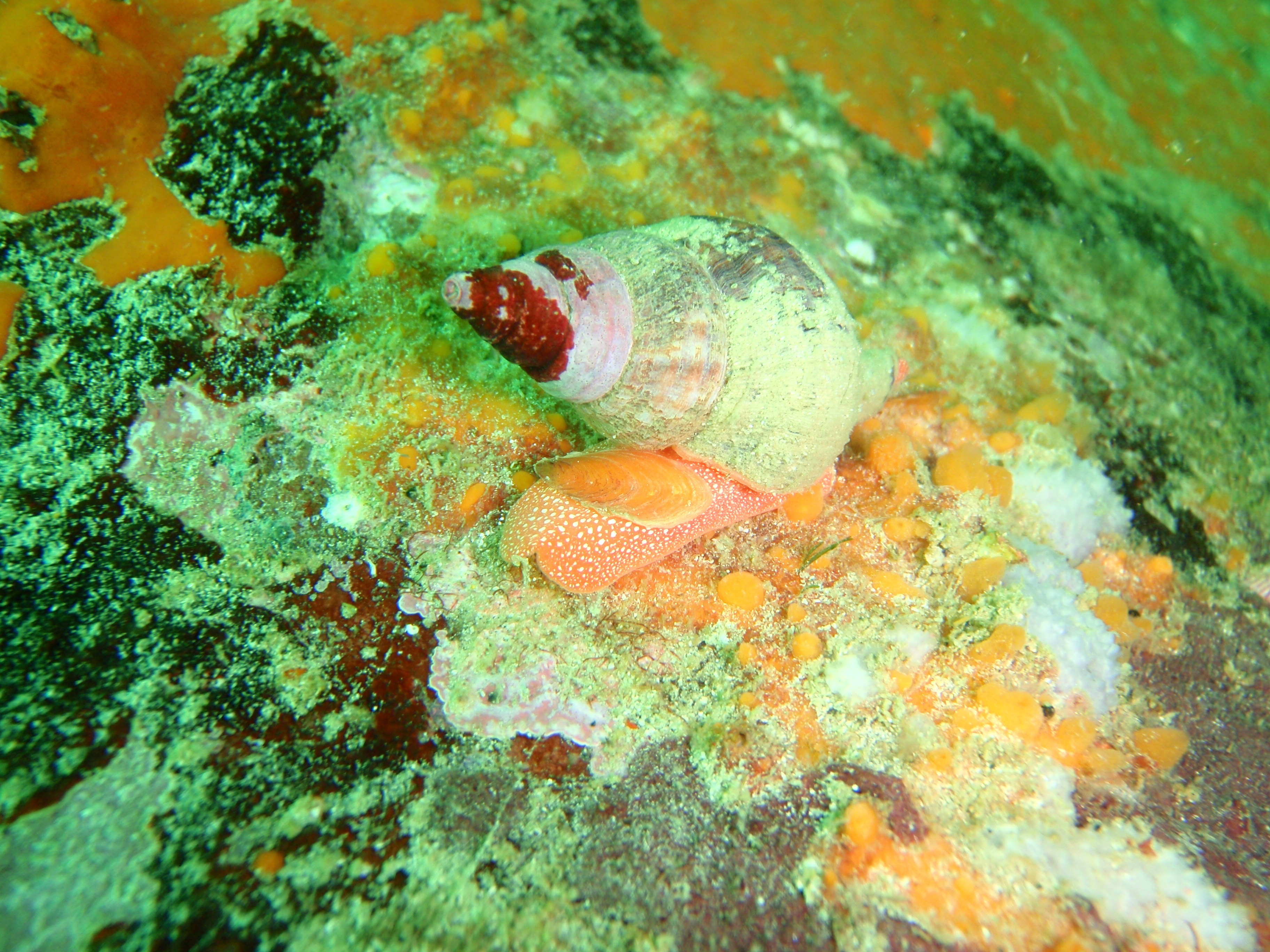

## Tham khảo

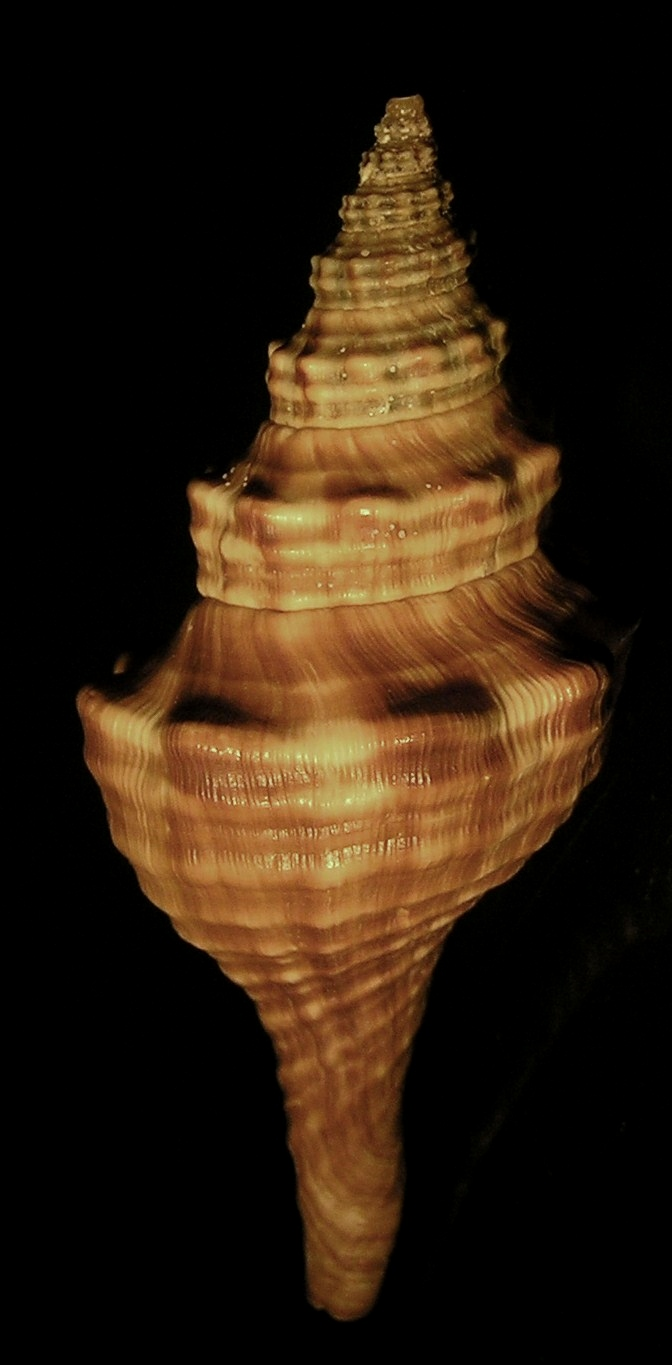
Fusinus ocellifer, abapertural view